# Caterina Murino
Caterina Murino (* 15. září 1977, Cagliari) je italská herečka a modelka. Známou se stala především díky postavě Bond girl Solange Dimitriosové v bondovce Casino Royale (2006) s Danielem Craigem v roli Agenta 007.

## Soukromý život
Narodila se v sardinském Cagliari. Původně se chtěla stát lékařkou, ale poté, co dvakrát neuspěla u přijímacích zkoušek na medicínu, rozhodla se pro hereckou dráhu. V soutěži Miss Itálie 1996 se umístila na 5. místě. V letech 1999 až 2000 studovala dramatický obor na Scuola di Cinema Francesca de Sapio a objevila se v divadelní hře Richard III.. Televizní kariéru začala v roce 2000.
Plynně hovoří španělsky, anglicky a francouzsky. Od roku 2004 žije v Paříži. Jako rok jejího narození je někdy uváděn 1974, ačkoli osobní stránka obsahuje dataci 1977.
V březnu 2010 nafotila sérii fotek pro časopis Kurv.

## Filmografie
- 2009 – Toute ma vie
- 2008 – Donne assassine (seriál)
- 2008 – The Garden of Eden
- 2008 – Il seme della discordia
- 2008 – Made in Italy
- 2008 – Velké alibi
- 2008 – 13 (film)
- 2007 – Holky z naší školky
- 2007 – Nemysli na to
- 2006 – Casino Royale
- 2005 – L' Amour aux trousses
- 2004 – Korsický případ
- 2004 – Orgoglio (seriál)
- 2004 – Part Time (televizní film)
- 2002 – Mladý Casanova (televizní film)
- 2002 – Nowhere
- 2002 – Le Ragazze di Miss Italia (televizní film)
- 2002 – Život na rozcestí (televizní film)
- 2000 – Don Matteo (seriál)